# Космическая опера в саентологии
Основатель саентологии, писатель Л. Рон Хаббард, использовал термин из научной фантастики «космическая опера» для обозначения периодов времени, когда производились космические полёты, взаимодействия цивилизаций. По мнению некоторых саентологов аналогичные периоды в действительности были в прошлом. Другая часть саентологов не считает это правдой.
После смерти Хаббарда в 1986 году, Церковь саентологии объявила, что он покинул своё физическое тело и сейчас находится «на планете в соседней галактике».
Согласно базовому убеждению саентологии, человек является бессмертным духовным существом, называемым тэтан, и это существо в настоящий момент застряло на планете Земля в «теле из мяса». У тэтана было множество прошлых жизней, и в саентологии считается, что до появления на Земле тэтан жил во внеземных цивилизациях. События, включающие межгалактические путешествия, звездолёты, внеземные цивилизации, межзвёздные конфликты и войны, считаются реальностью в саентологии.
В числе этих событий — история Ксену, правителя Галактической Конфедерации, который привёз миллиарды замороженных людей на Землю 75 миллионов лет назад, сложил их вокруг вулканов и взорвал их водородными бомбами. Души пришельцев, лишившиеся тел, называются «Body Thetans». Кроме истории Ксену, в саентологии есть и другие элементы космической оперы.
Эти элементы были в саентологии практически с самого начала: в 50-х годах Хаббард писал и читал лекции о таких цивилизациях, как Хелатробус (англ. Helatrobus), Espinol и Arslycus, а в 60-е годы он рассказал о Галактической Конфедерации Ксену. Он описывал, как беспомощным существам промывали мозги с помощью имплантатов, и рассказывал о вторжениях пришельцев на Землю, в том числе — о вторжении Пятой армии захватчиков в 6235 году до н. э.

## Саентология и научная фантастика
Саентологи часто публично отрицают существование тех или иных элементов космооперы в их учении, или стараются принизить их значимость. В то же время, в саентологии есть секретные тексты, недоступные на начальном этапе. Те, кто не получил доступа к этим текстам, практически ничего не знают об элементах космической оперы в саентологии. Рассказы о пришельцах начинаются с уровня OT III. Поскольку эта информация должна храниться в секрете, саентолог должен публично отрицать существование этой информации, когда его о ней спрашивают. Получая доступ к OT III, саентологи дают подписку о неразглашении. Им говорят, что это настолько опасная информация, что неподготовленный человек может погибнуть, если узнает её раньше времени.
В словаре саентологических терминов «космическая опера» определена как «происходящее миллионы лет назад в этой и других галактиках. В космической опере есть космические путешествия, космические корабли, космонавты, межгалактические путешествия, войны, конфликты, внеземные существа, цивилизации и сообщества, а также другие планеты и галактики. Это не выдумка, а реальные происшествия».
Глава Церкви саентологии Дэвид Мицкевич и другие известные саентологи публично отрицают значимость элементов космооперы в учении. Таким образом они следуют указаниям Хаббарда, согласно которым огласка этих элементов учения должна быть минимальна. В 1990 году газета Los Angeles Times писала:

Хаббард понял, что истории о прошлых жизнях, имплантах и внеземных существах звучат подозрительно для посторонних. Поэтому он сказал своим последователям помалкивать. Хаббард говорил: «Не рассказывайте всем подряд о космоопере, потому что вам не поверят», «вам скажут „таков уж Хаббард“».
Саентология была особенно тесно связана с научной фантастикой в ранние годы. Изначально Хаббард писал научно-фантастические и приключенческие рассказы в pulp-журналы, и свою книгу «Дианетика: современная наука о разуме» он рекламировал через журнал Джона Кэмпбелла «Astounding Science Fiction». Новых последователей Хаббард искал в среде писателей-фантастов. В 80-х годах Хаббард вновь занялся научной фантастикой и написал книги «Battlefield Earth» и «Mission Earth» (в десяти томах).
В саентологических текстах Хаббарда приводятся случаи, когда саентологи рассказывали о прошлых жизнях с подробностями, типичными для научной фантастики: у них были роботы вместо тел, их убивали с помощью бластеров, они жили на космических кораблях, способных преодолеть «триллион световых лет в день».
В 1970-е годы Хаббард сделал из истории Ксену киносценарий под названием Revolt in the Stars, но ни одна студия его не купила. Его книги Battlefield Earth и Mission Earth не имеют прямого отношения к саентологии, но критики отмечают сходство тем этих книг и саентологии, в частности — «очень сильное неприятие психиатрии и психологии 20-го века, рассматриваемых как ключевой источник зла».
Хаббард утверждал, что это не саентология основана на научной фантастике, а напротив, научная фантастика — это бессознательные воспоминания реальных прошлых жизней, которые можно вспомнить в подробностях с помощью саентологического одитинга:
«Вы скажете: „ну, это просто научная фантастика.“ Нет. Нет, нет. Нет. Единственная научная фантастика, какая тут есть, это ошибки писателей-фантастов, которые они сделали, рассказывая о собственном прошлом» («The Helatrobus Implants»).

## Саентологи и космическая опера
Некоторые аспекты саентологической космооперы рассказываются только на секретных уровнях саентологического обучения. Например, история Ксену — это часть курса OT III, то есть «оперирующий тэтан III». Для доступа к этому уровню требуется пройти длительные и дорогие подготовительные курсы. В первые годы существования Церкви саентологии секретных уровней не было, и элементы космической оперы не держались в секрете. Позднее многие «продвинутые» материалы были убраны из открытого доступа.
Но существенная часть саентологической космооперы всё ещё общедоступна. В «Техническом словаре дианетики и саентологии» (ISBN 0-88404-037-2) есть определения внеземных цивилизаций и инцидентов с промывкой мозгов, а общедоступные работы Л. Рона Хаббарда содержат развёрнутые ссылки на космическую оперу. В журналах, предназначенных для саентологов, аспекты саентологической космооперы часто популярно излагаются для «преклиров». Так, в 3-м номере журнала «International Scientology News» есть следующая реклама 10-го тома книги Хаббарда «Research and Discovery Series» (ISBN 0-88404-218-9):
Ваш разум совершенно НЕ ГОТОВ к тому, что вскоре СЛУЧИТСЯ с вашей РЕАЛЬНОСТЬЮ…
Том 10: The Infinite Potential of Theta непревзойденный: Нигде вы не получите больше знаний о загадочных СУЩНОСТЯХ, известных как тэта-тела, населяющих человека, беседующих с ним и сбивающих его с пути. Вряд ли где-то вы найдёте больше собранной в одном месте информации о ЗОНАХ МЕЖДУ ЖИЗНЯМИ и о потрясающем открытии ЛРХ о ТЕЛАХ В ЗАКЛАДЕ.
А у ВАС есть тело в закладе?
Читайте Том 10, ведь когда вы будете знать об этом ВСЁ, вас больше не будут беспокоить ночные кошмары, необъяснимая соматика, странные визио изображения цилиндрических танков, тел, плавающих в зелёной жидкости…
(3-й номер «International Scientology News», 1997; сохранено исходное форматирование)
Не вполне ясно, до какой степени типичный саентолог разделяет официальную веру в космическую оперу, хотя реклама, приведенная выше, была размещена в издании для новичков. Взгляды отдельных саентологов были записаны в книге 60-го года «Жили ли вы до этой жизни?» (англ. Have You Lived Before This Life?, ISBN 0-88404-958-2). В ней приведены воспоминания 43 саентологов о прошлых жизнях, полученные в ходе одитинга на конференции в Лондоне в 1958 году. Участники конференции поделились следующими воспоминаниями.
- Жизнь в теле робота, работающего на фабрике в космосе, вокруг которой «концентрично во всех направлениях располагались золотые животные, в основном слоны и зебры». «Они казались твёрдыми, но периодически сжимались или взрывались». На фабрике делали маленьких животных посредством разламывания дисков. «После того как эти животные появлялись посредством тотема и дьявола-кота, они надувались и посылались на другие планеты». Взорвалась планета, и в этом обвинили робота. Его приговорили работать на разламывающей машине[13][17].
- Прошлая жизнь «55 квинтиллионов лет назад», в которой существу приходилось выходить в открытый космос для ремонта космического корабля. Оно получило ожоги от радиации и упало на планету, в океан. Там его убила манта, и оно вселилось в эту манту[13][15][17].
- Прошлая жизнь на планете Марс «469 476 600 лет назад». Беспокойное существо вселилось в «тело-куклу», но её поймали и избили. Марсианский епископ выстрелил в неё из бластера, а затем её «переехал большой автомобиль и паровой каток». Затем существо заморозили в кубе льда и сбросили на планету ZX 432. Там оно вселилось в робота и застрелило другого робота. Оно попыталось улететь на летающей тарелке и умерло, когда тарелка взорвалась[13][15][17].
- Прошлая жизнь, в которой существо отправилось на планету, на которой силы добра сражались против злых чёрных магов. После 74000 лет битвы, имплантатов и галлюцинаций, он проиграл бой и присоединился к чёрным магам. Он отправился на другую планету на космическом корабле, и там его «втягивают в любовные отношения с роботом, изображающим красивую рыжеволосую девушку»[13][17].
- Прошлая жизнь, в которой «очень счастливое существо забрело на планету Ностра» 23 064 000 000 лет назад[13][17].

## Космическая опера в Свободной зоне
Объявление о создании Свободной зоны также выполнено в жанре космической оперы. Согласно Биллу Робертсону, 10 ноября 1982 года с корабля-матки Сектора 9 на Землю был передан Декрет Свободной зоны:

Официальный декрет — Галактический Великий Совет
1. Планета, известная как Тиджиэк — на местном диалекте «Земля» или Терра — 12 солнце, Сектор 9, отныне провозглашается Свободной Зоной.
2. Недопустимо никакое вмешательство в её дела со стороны любой другой части Сектора или Галактики.
3. Недопустимо никакое экономическое вмешательство в её дела со стороны любых внепланетных сил или посредников.

4. Все её обитатели отныне провозглашаются гражданами Свободной Зоны, свободными от внешнего политического или экономического вмешательства.
По словам Билла Робертсона, особую опасность представляют маркабианцы — члены Конфедерации Маркаб (несколько звёздных систем в области Полярной звезды). «За последние 50 лет около 200000 маркабианских „младших руководителей“ были тайно переправлены на Землю с целью оказания помощи Ксену и его сообщникам в захвате планеты».

## Космическая опера в других вероучениях
Элементы космической оперы встречаются не только в саентологии, но и в некоторых более ранних учениях, — например, в учении мистика и философа начала XX века Георгия Гурджиева. Гурджиев описывает космические корабли, полёты сквозь Вселенную и многие другие аналогичные явления:
Через Вселенную летел корабль "транспространственного" сообщения "Карнак". Он летел из пространства "Ассупарацата", то есть из пространств "Млечного Пути" с планеты Каратас к солнечной системе "Пандецнох", солнце которой называется также "Полярная Звезда". 
На упомянутом "транспространственном" корабле находился Вельзевул со своими родственниками и приближенными. Он отправлялся на планету Ревозврадендр на специальную конференцию, в которой он согласился принять участие по просьбе своих давних друзей.
Тем не менее для Гурджиева, в отличие от сайентологов, космическая тематика была не более чем средством юмористически окрасить повествование, и особой смысловой нагрузки "космические" тексты в учении Гурджиева не несут.
Элементы космооперы присутствуют также в доктринах «Нации ислама» и УФО-религий.